# Corbula arcaeformis
Corbula arcaeformis is een tweekleppigensoort uit de familie van de Corbulidae. De wetenschappelijke naam van de soort is voor het eerst geldig gepubliceerd in 1909 door Lynge.